# 凱澤 (密蘇里州)
凱澤（英語：Kaiser）是位於美國密蘇里州米勒縣的非建制地區。

## 歷史
凱澤的郵局自1904年營運至今。

## 地理
凱澤所處的海拔為高於海平面277米（即909英呎），而該地所採用的時區為UTC-6，即北美中部時區（CST）。同時該地設有夏令時間，為UTC-6調快一小時，即UTC-5（CDT）。